# ローナ・レスリー
ローナ・レスリー（Lorna Lesley、1959年 - ）は、オーストラリアの女優。

## 出演作品
- レジスタンス
- サンシャイン・ロード
- 俺たちのスイート・ホーム
- ジャンボ・墜落／ザ・サバイバー
- チェーン・リアクション（グロリア）